# Pognano
Pognano ist eine italienische Gemeinde (comune) mit 1547 Einwohnern (Stand 31. Dezember 2023) in der Provinz Bergamo in der Lombardei. 

## Geographie
Die Gemeinde liegt in der Po-Ebene etwa 13 Kilometer südlich von Bergamo. Nachbargemeinden sind Arcene, Lurano, Spirano und Verdello.

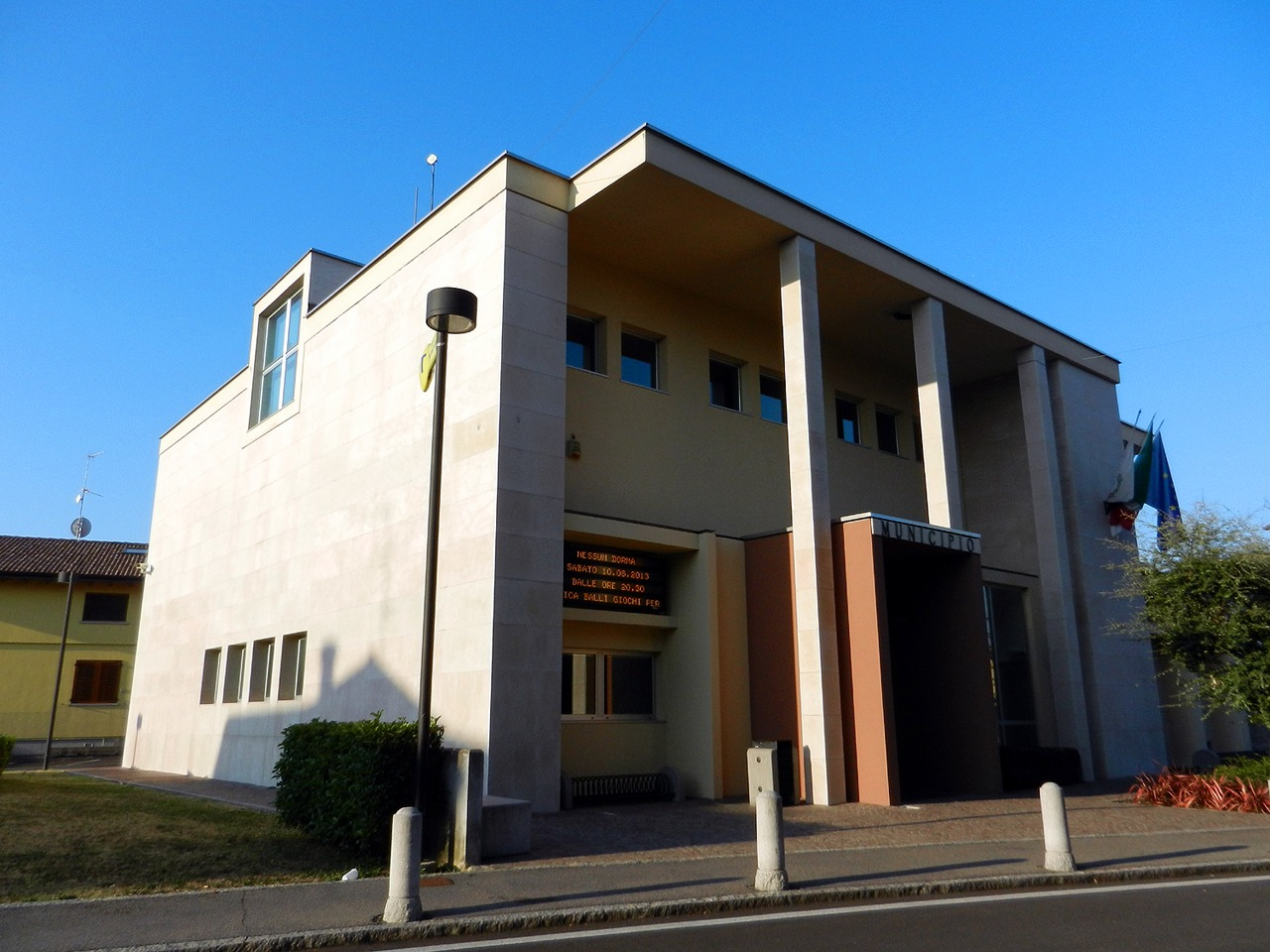
Rathaus
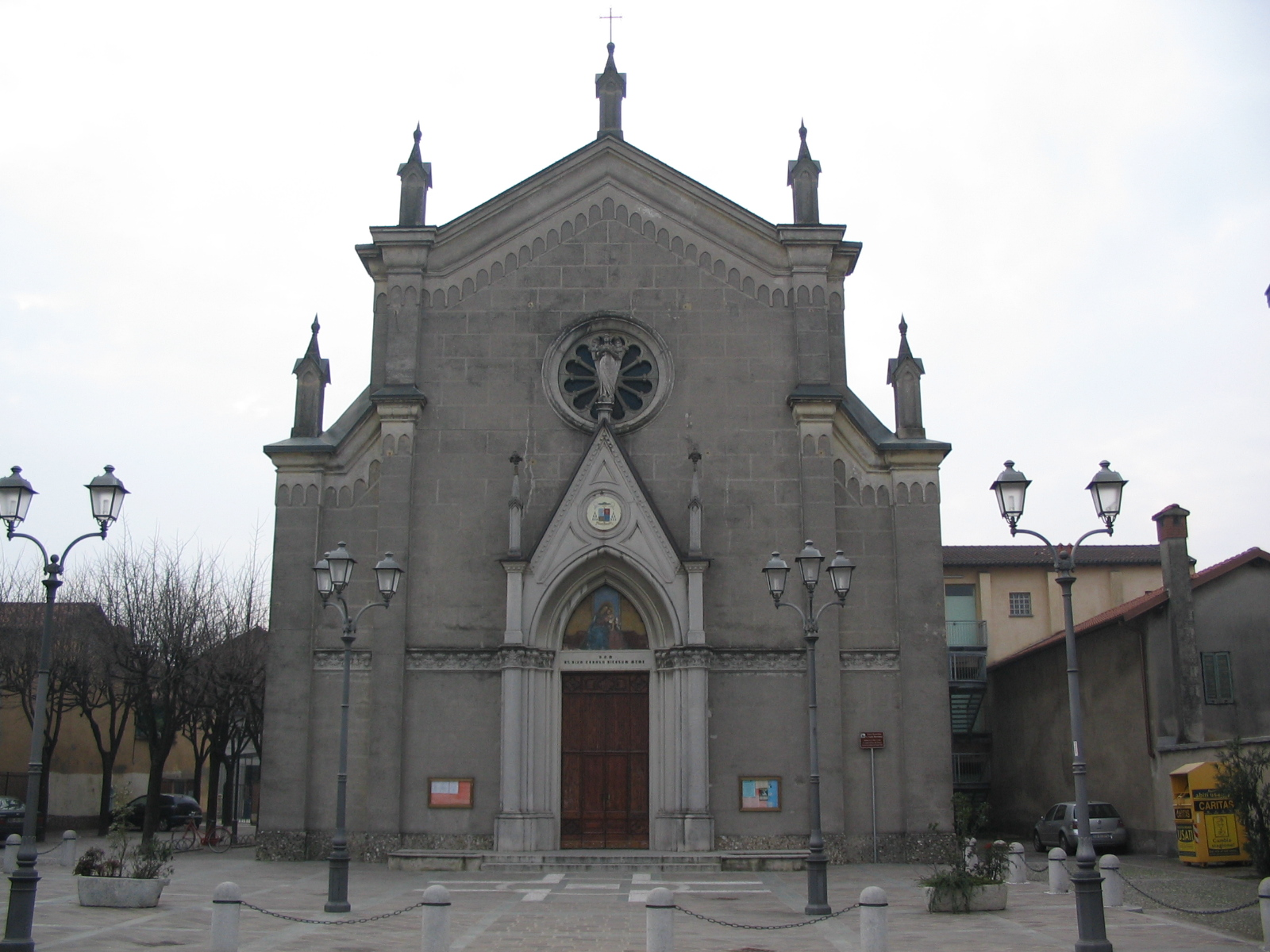
Pfarrkirche San Carlo Borromeo
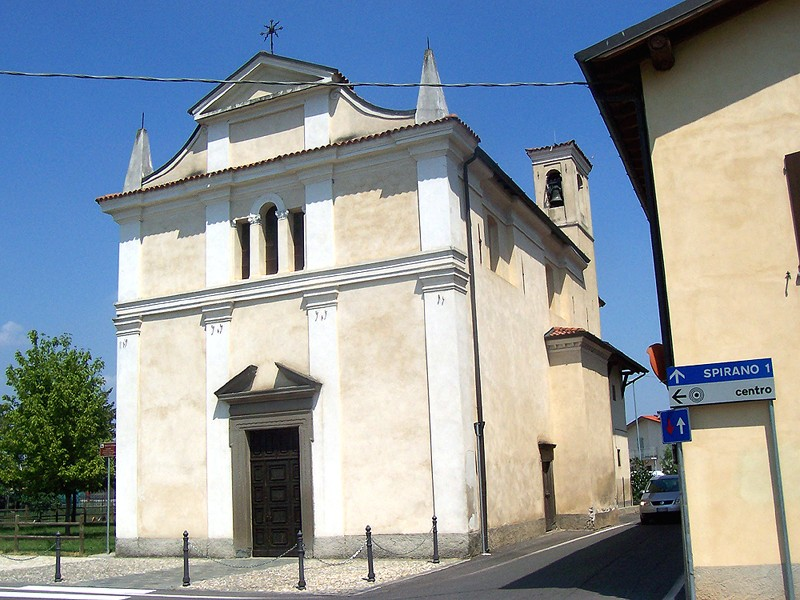
San Giuseppe